# Frachtflugzeug

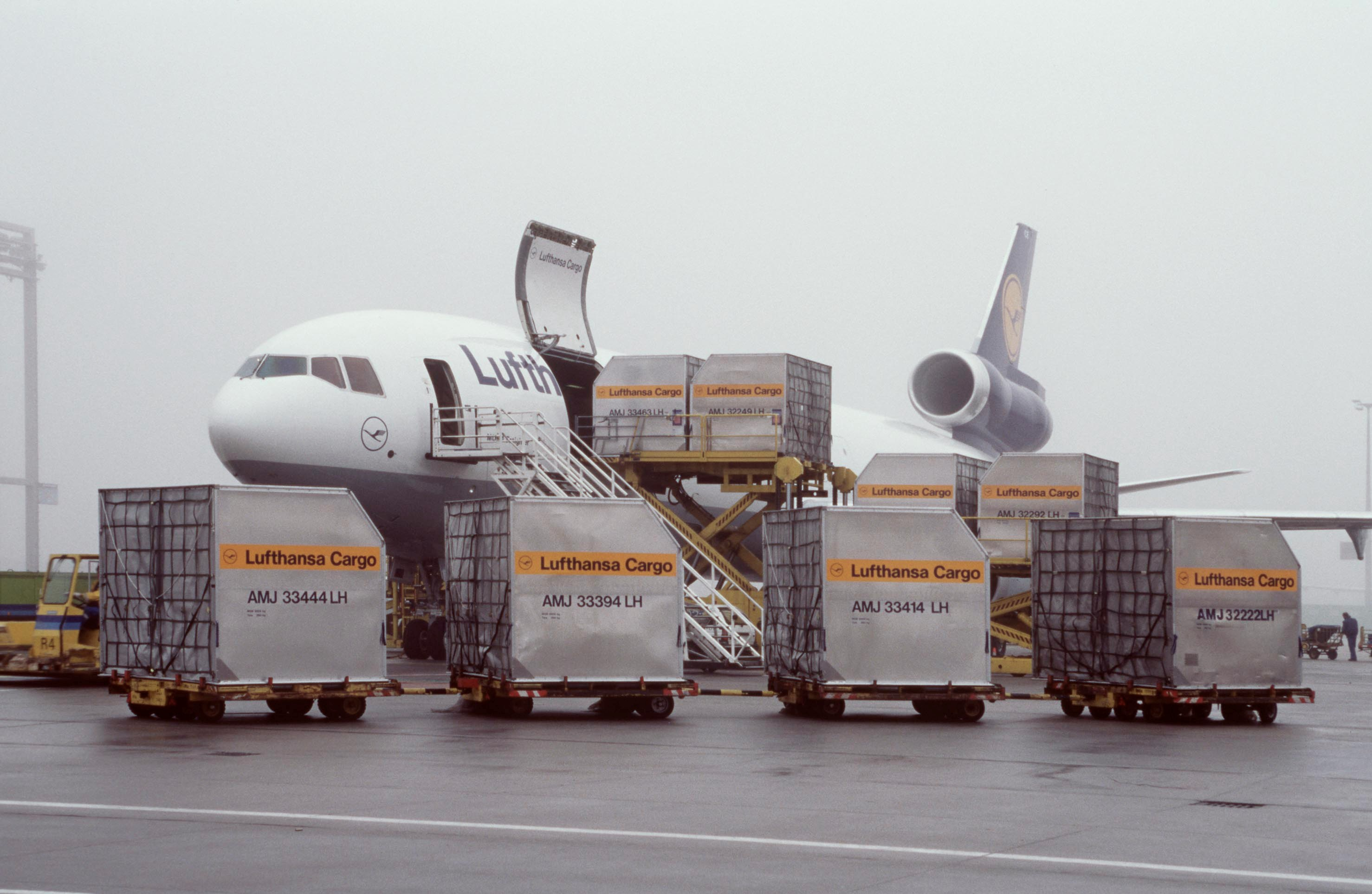
Beladung einer MD-11-F mit Containern durch die Frachttür ins Hauptdeck

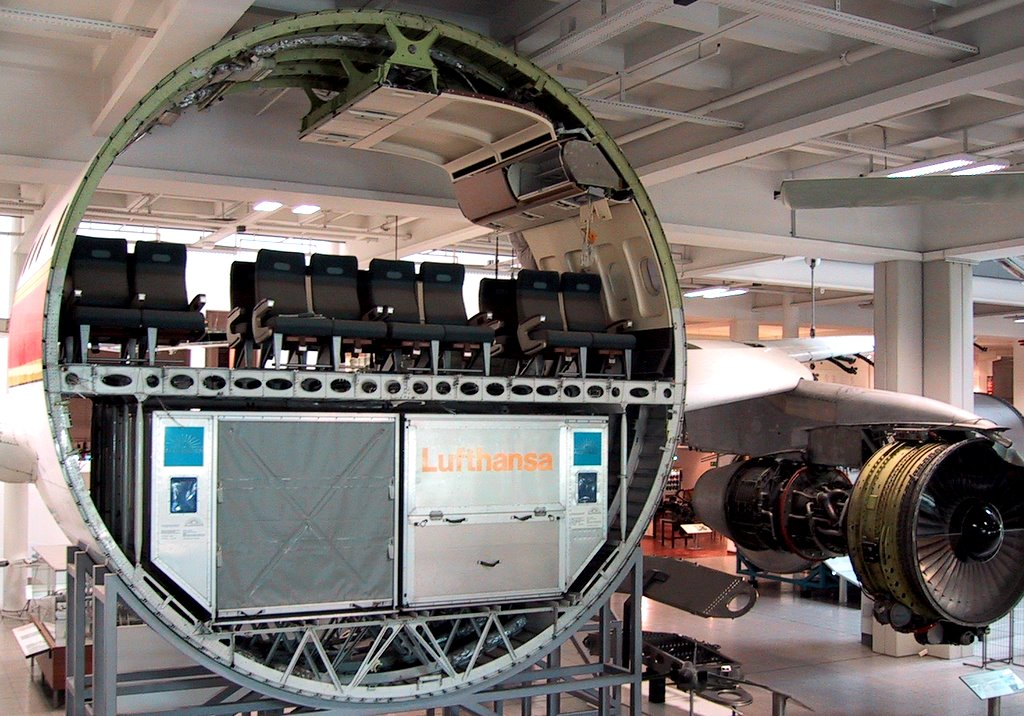
Querschnitt eines Passagier-Airbus A300 mit Unterflurfrachtraum

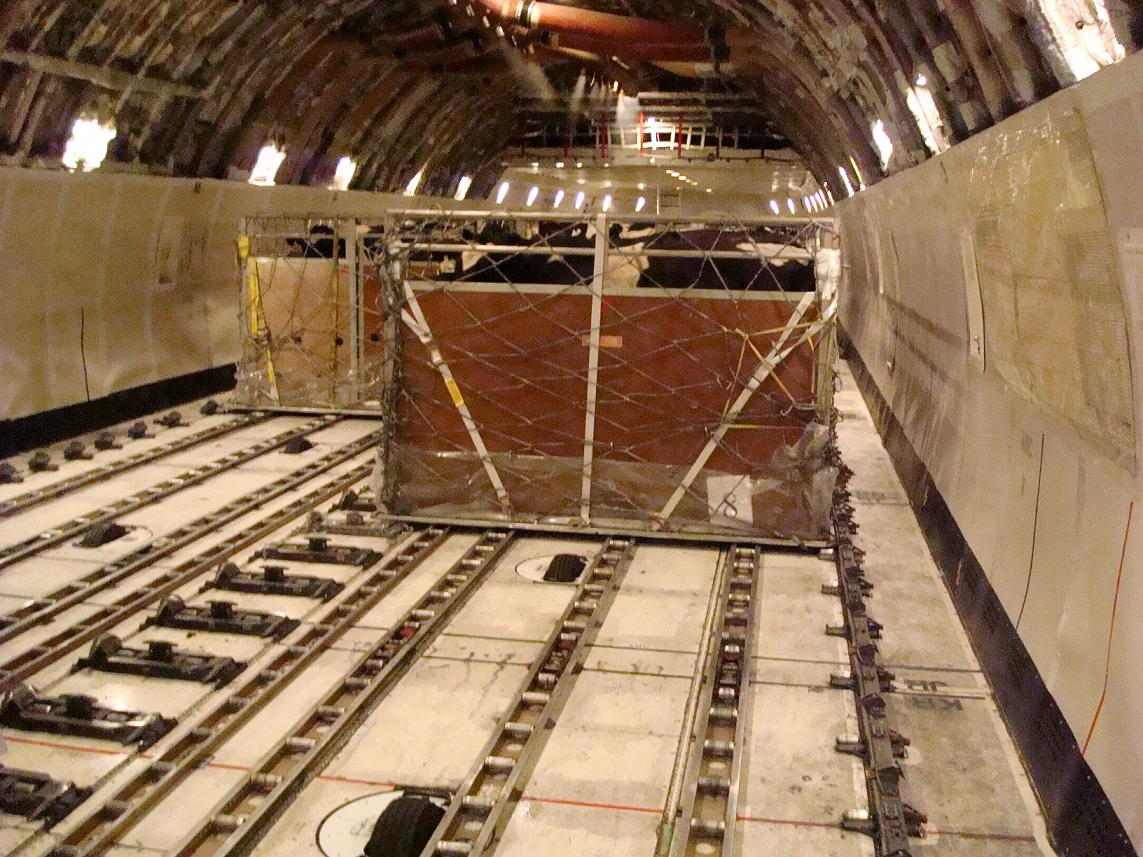
Hauptdeck einer Boeing 747 mit Paletten und -transportsystem

Ein Frachtflugzeug (kurz Frachter, engl. Freighter) ist ein Flugzeug zum Transport von kommerzieller Luftfracht. Demgegenüber sind Transportflugzeuge für militärische Lastenbeförderung konzipiert und haben im Gegensatz zu allen aktuellen größeren Frachtflugzeugen nicht immer eine Druckkabine. Teilweise vermischen sich die Konzepte aber auch, vor allem bei sowjetischen Flugzeugen wie der Antonow An-124, die als Transportflugzeuge entwickelt wurden, aber auch Luftfracht transportierten oder westlichen Typen, die von rein ziviler zu auch militärischer Nutzung kamen wie die Boeing 707.
Frachtflugzeuge gehören zumeist speziellen Frachtfluggesellschaften oder Töchtern von Passagierfluggesellschaften. Der größere Luftfrachtanteil wird jedoch in Passagierflugzeugen zusätzlich zu den im Hauptdeck beförderten Passagieren im Unterflurfrachtraum transportiert (engl. belly capacity, Bauchkapazität). Heutige Großraumpassagierflugzeuge erlauben teilweise eine bereits sehr hohe Frachtzuladung im Unterdeck (z. B. Boeing 777-300ER bis zu 25 t), sodass der Einsatz reiner Frachtflugzeuge an Notwendigkeit verliert. Alleine die 2012 neu ausgelieferten Airbus A330 und Boeing 777 Passagierflugzeuge können in Summe allein in den Unterflurfrachträumen so viel Fracht transportieren wie 45 Airbus A300-600-Frachter.
In Frachtflugzeugen kann auch das Hauptdeck für Fracht genutzt werden, da sie keine Sitze haben, sondern nur ein Transportsystem für Paletten und Flugzeugcontainer. Das ebenfalls genutzte Unterflurdeck ist nicht durch Passagiergepäck geschmälert. Frachtflugzeuge verfügen in der Regel neben den Türen zum Unterflurfrachtraum über eine seitliche Frachttür (cargo door) oder seltener ein Bugtor (Boeing 747 Originalfrachter) zum Hauptdeck, über die das Flugzeug be- und entladen wird.

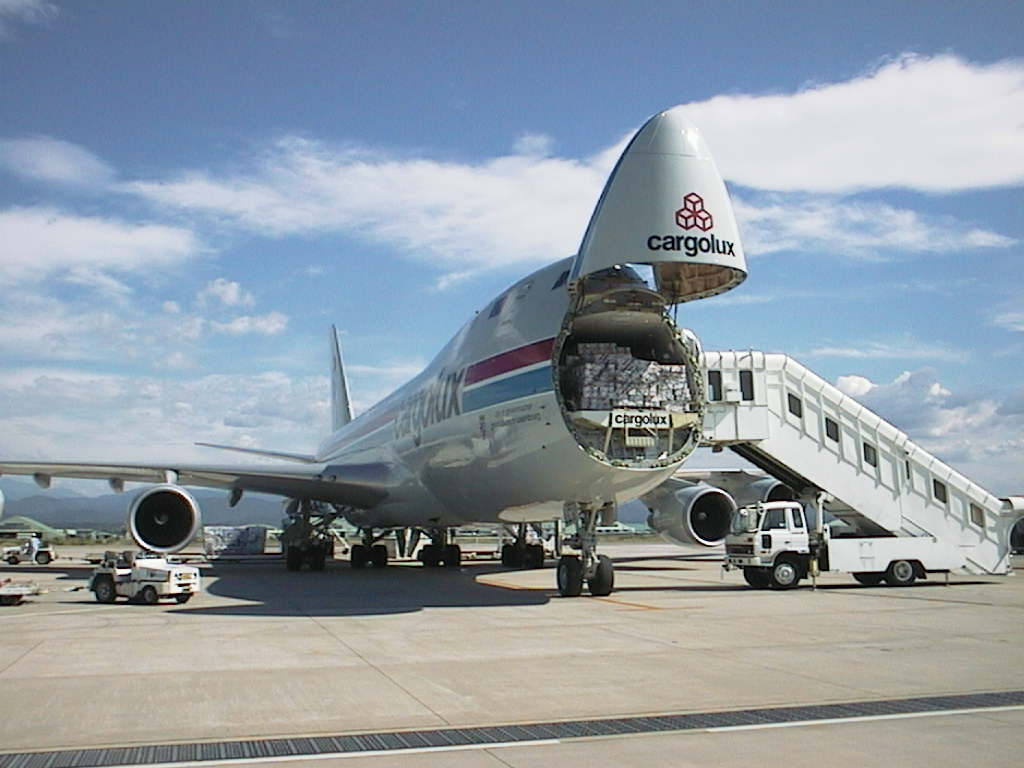
Boeing 747-400F mit offenem Bugtor

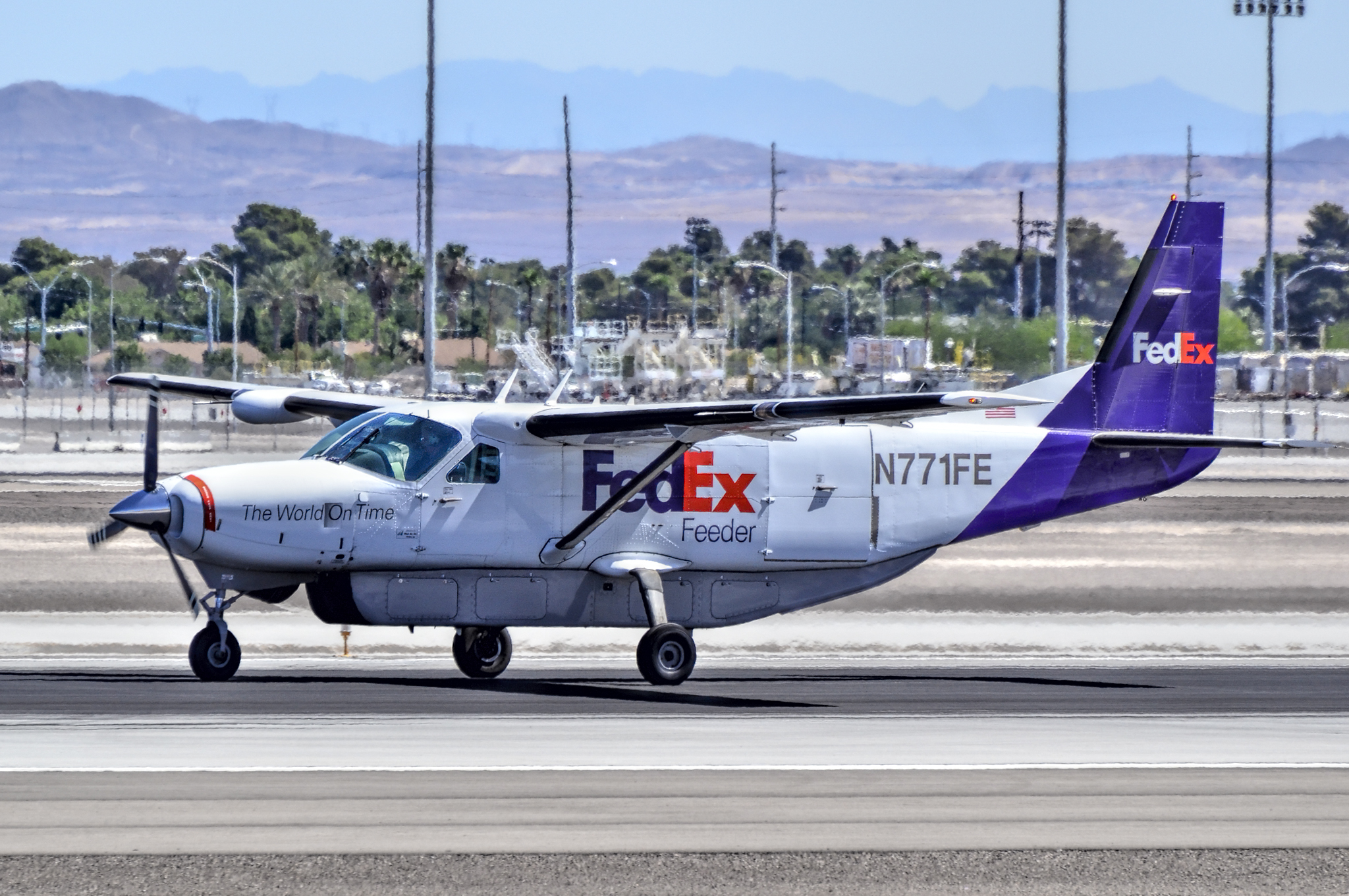
Cessna 208B Super Cargomaster

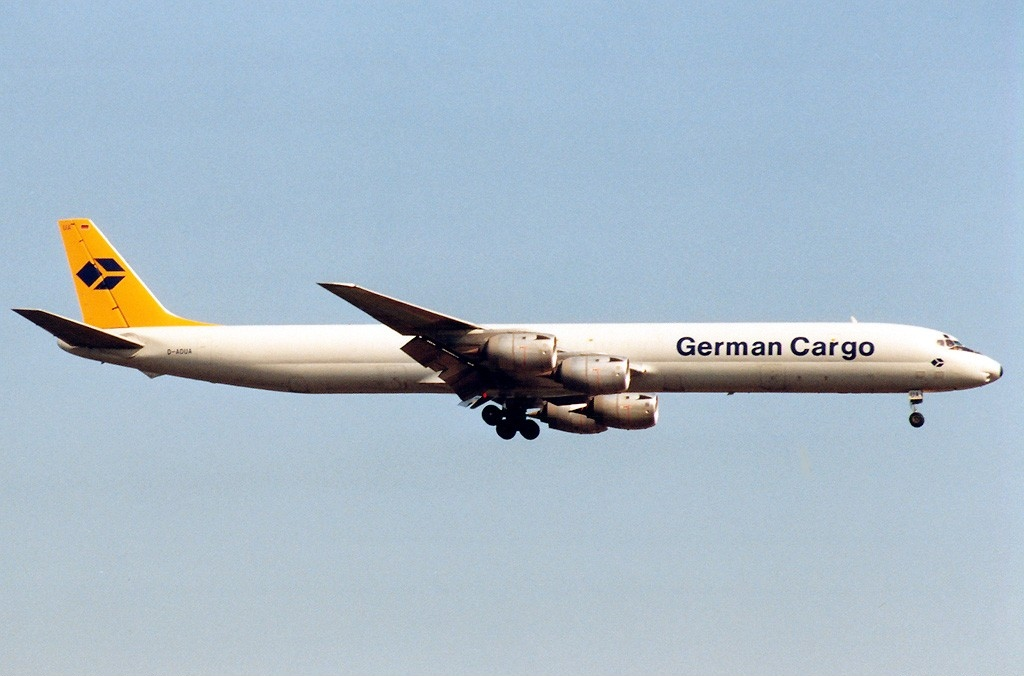
DC-8-73AF der German Cargo, Bj. 1968 mit 1984 nachgerüsteten CFM56-Triebwerken

## Geschichte
Während die ersten größeren Frachtflugzeuge Douglas DC-8-55F mit 201 m³ und Boeing 707 mit 145 m³ als Schmalrumpfflugzeuge noch beschränkte Volumina aufwiesen, wurde der Luftfrachtmarkt durch die Einführung der Boeing 747-200F mit 705 m³ 1971 stark erweitert. Mit der Einführung der US-Übernachtzustellung 1978 durch FedEx entstand ein großer Bedarf an kleineren Kurzstreckenfrachtern, der vor allem durch umgebaute Boeing 727 gedeckt wurde. Nachdem dieses Geschäft wuchs, wurde ab 1981 auch die größere DC-10 interessant. Diese fünf Typen dominierten den Markt bis Mitte der 1990er Jahre.
Unter den kleinsten Frachtflugzeugtypen dominiert eindeutig die 1982 zum ersten Mal geflogene einmotorige Cessna 208 Caravan. Auf Wunsch des größten Kunden Federal Express wurden zwei Varianten für den Frachttransport entwickelt, davon eine als 208A Cargomaster ohne Fenster, wovon FedEx 40 Stück kaufte, und eine weitere als 208B Super Cargomaster mit einem längeren Rumpf und einer Ladewanne unter dem Rumpf; davon bestellte FedEx gleich 260 Stück. Die Nutzlast der nicht druckbelüfteten Caravans liegt zwischen 1360 kg und 1602 kg. 

## Originäre Fracht-/Convertible-/Combiversionen
Die Flugzeughersteller bieten Frachterversionen ihrer Typen als
- reine Fracht- (Suffix -F für Freighter oder Douglas -AF für All Freighter),
- Convertible (Passagier- und Frachtbetrieb wechselbar, Boeing -C für Convertible, -CF für Convertible Freighter, -QC für Quick Change) oder als
- Combiversion (Boeing M für Mixed, McDonnell Douglas -C für Combi) mit Passagiersitzen und Frachtraum auf dem Hauptdeck an. Diese (mittlerweile seltenen) Combi-Versionen müssen jedoch speziell konstruiert sein, da die Trennwand zwischen Passagieren und Fracht im Falle eines Aufpralls sehr hohe Kräfte aufnehmen muss.

Die Convertible-Versionen, die in aller Regel auch über eine seitliche Cargotür verfügen, wurden in der Vergangenheit gerne von reinen Passagierfluggesellschaften geordert, in der Hoffnung, dass dies den Wiederverkauf erleichtert. So verkaufte Boeing von der 707-320C 337 Stück.

## Umbau von Passagiermaschinen

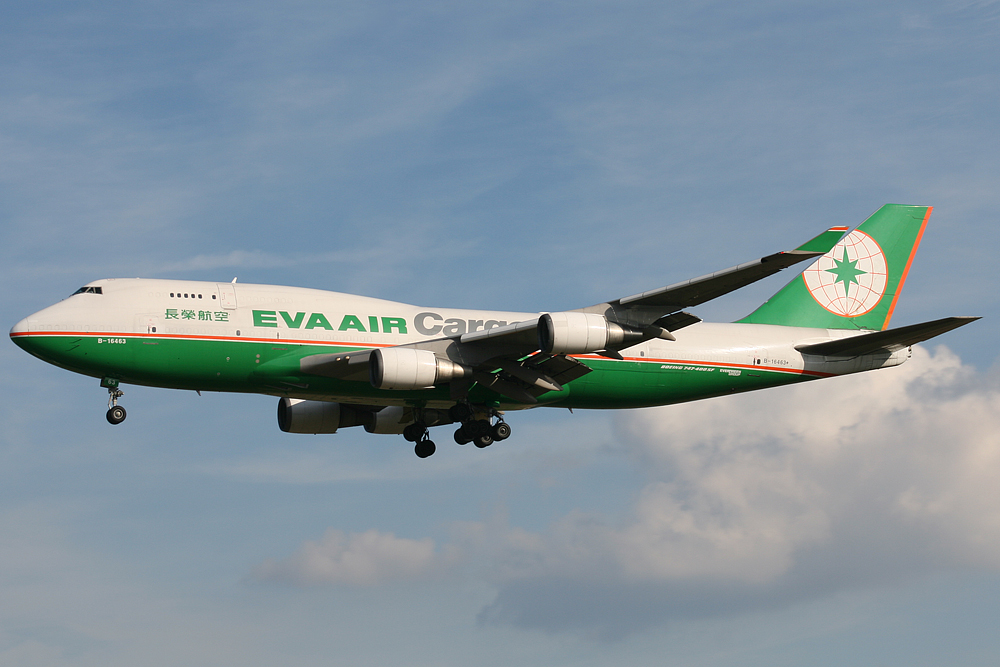
Umgebaute Boeing 747-400; die Original-Frachter haben kein langes Passagier-Oberdeck

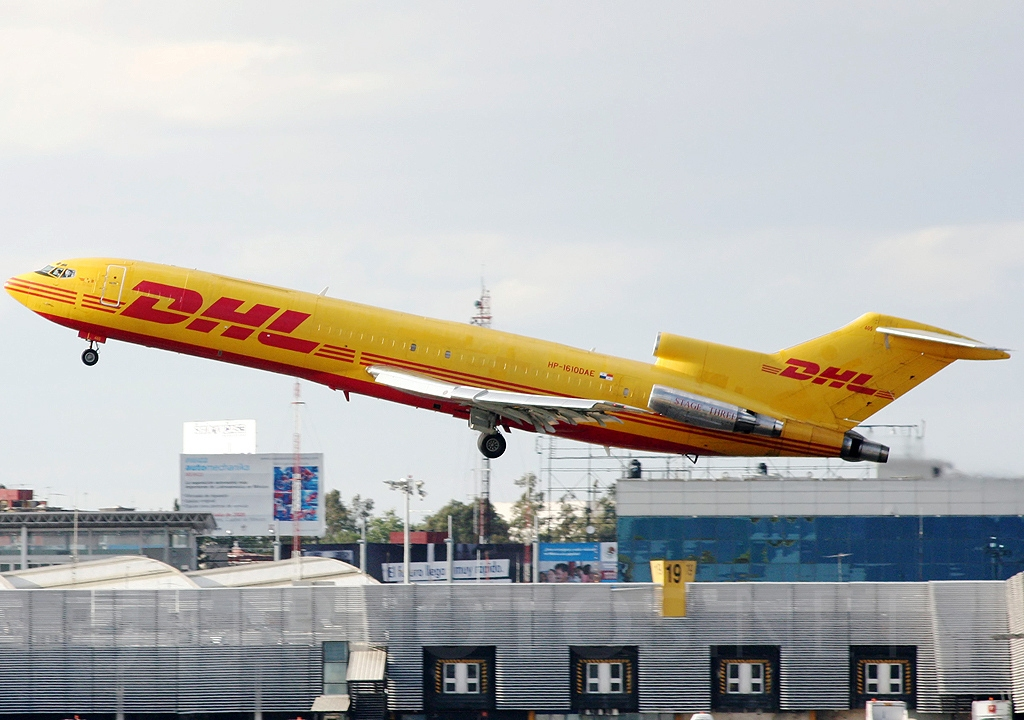
Umgebaute Boeing 727; die zugesetzten Passagierfenster und nun ungenutzte Türen sind noch zu erkennen

Oftmals werden ältere Maschinen, die als Passagierflugzeug ausgedient haben, zu Frachtflugzeugen umgebaut (Passenger to Freighter Converson, P2F). Das typische Konversionsalter ist 12–18 Jahre. Airbus führt dies ausschließlich selbst bei den Elbe Flugzeugwerken durch, Boeing bedient sich auch Kooperationspartnern, außerdem sind noch IAI Bedek, ST Aerospace und Flight Structures Inc. im Besitz von Supplemental Type Certificates zum Umbau diverser Boeing-Typen und der MD-11. Der Umbau dauert bei Airbus 72 Tage.
Um ein Passagierflugzeug in ein Frachtflugzeug umzubauen, werden meist folgende Punkte am Flugzeug verändert:
- Versiegelung der Flugzeugfenster sowie überflüssiger Türen mit Aluplatten
- Ausbau aller Sitze, Küchen und Toiletten bis auf die für die Crew benötigten
- Einbau einer seitlichen Frachttür
- Einbau einer vorderen Wand (cargo barrier) oder eines Netzes zum Schutz der Pilotenkanzel[6]
- Verstärkung des Hauptdeckbodens und Einbau des Palettentransportsystems. Der verstärkte Boden erreicht häufig nicht die Tragkraft des Bodens der originalen Frachter; deshalb haben letztere oft eine höhere Nutzlast als die umgebauten.
- Umbau der elektrischen Systeme für den Frachtbetrieb
- früher: Einbau so genannter Hush Kits zur Lärmreduzierung der Triebwerke (v. a. Boeing 727) oder eines neuen Triebwerkstyps, z. B. CFM56 in die DC-8 oder, ebenfalls in die Boeing 727-100 drei Rolls-Royce Tay 651-Triebwerke bzw. in die Boeing 727-200 die zwei äußeren Triebwerke mit dem JT8D-217 oder- 219.

Die Kosten variieren je nach Größe und Typ des Flugzeugs beträchtlich. So wurden 2012 für eine McDonnell Douglas DC-9-80/MD-80 Umbaukosten von nur 2,5 Mio. US-$ (plus <1 Mio. für das Flugzeug) genannt, während eine Boeing 767-300ER bei 16 Mio. US-$ (plus <15 Mio. für ein 15 Jahre altes Passagierflugzeug) liegt.
Der Anteil originärer Frachterneubauten gegenüber umgebauten Passagiermaschinen bei den Langstrecken-Frachtmaschinen ist seit 2008 von vorher weniger als 40 % auf über 70 % stark gestiegen. Grund sind die hohen Ölpreise, die für die neuen Baumuster deutlich niedrigere Jahresflugstunden erfordern, um rentabler als alte Flugzeugtypen zu sein. Bei den regionalen Frachtern spielen Neubauten aufgrund der kurzen Flugstrecken dagegen nur eine geringe Rolle. Dementsprechend ist ein durchschnittlicher großer Frachter 14 Jahre alt, ein mittelgroßer 21, ein kleiner 28 Jahre.
In der Coronavirus-Pandemie bauten etwa Lufthansa und deren Tochter Austrian Airlines Flugzeuge um, für die sie die Bezeichnung „Prachter“ erfanden. Ein „Prachter“ sei eine Mischung aus Passagierflugzeug und Frachter. Es beschreibt also ein Passagierflugzeug, das aufgrund des Rückgangs des Reiseaufkommens im Zuge der Corona-Krise als Frachter eingesetzt wird, ohne die Sitze und Küchen auszubauen. Im Englischen lässt sich dieser Begriff bestenfalls mit “Preighter” übersetzen, zusammengesetzt aus passenger aircraft und freighter. Beide Begriffe wurden von Lufthansa geprägt.

## Einzelne Frachtflugzeuge

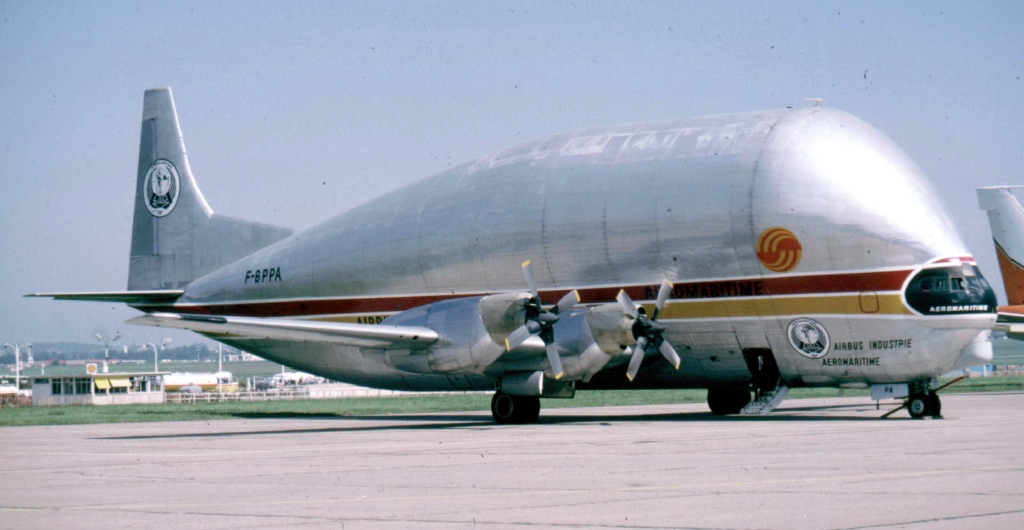
Super Guppy, betrieben für Airbus

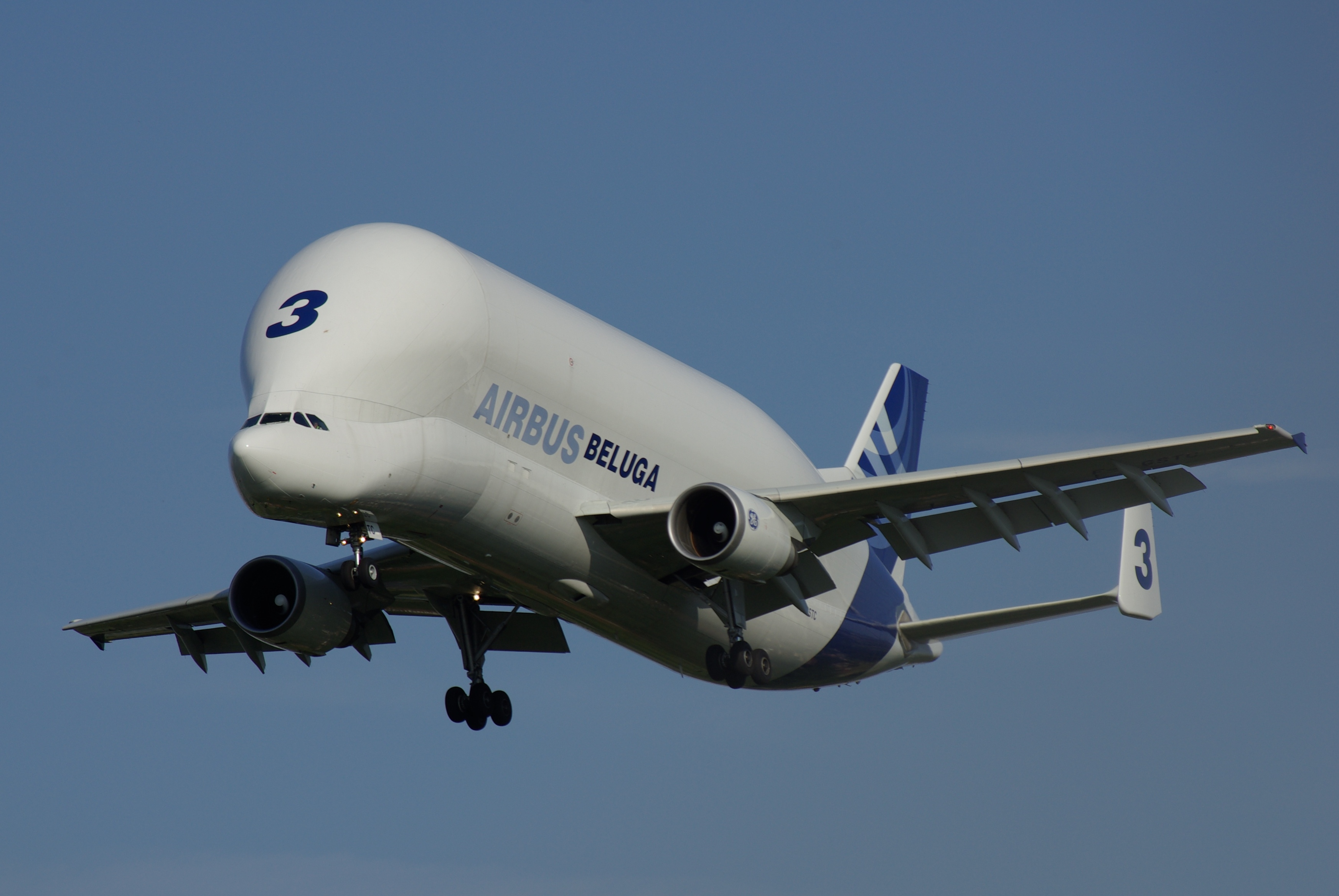
Airbus Beluga A300-600ST

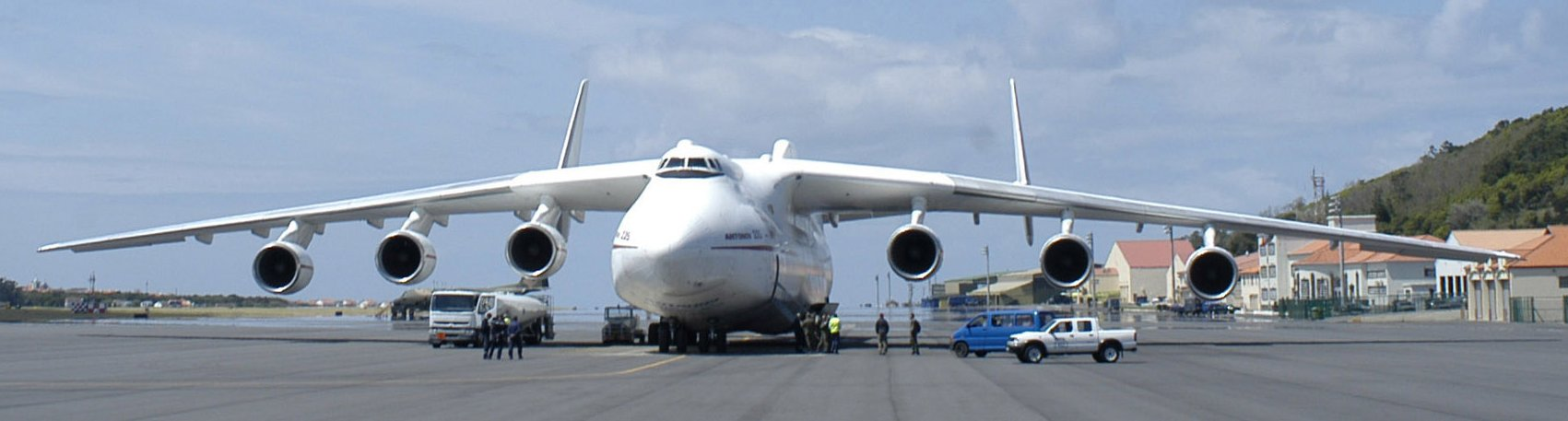
Frontalansicht der Antonow An-225, des größten Frachtflugzeugs der Welt

### Seltene Riesenfrachter
Spezielle, aber sehr seltene Frachtflugzeuge für außerordentlich große bzw. sehr schwere Lasten, in der Regel Flugzeugrümpfe in der Montage, sind der Superguppy, der Airbus Beluga (A300-600ST), der Airbus Beluga XL (A330-743L) und die Boeing 747 LCF. Das größte Frachtflugzeug war die Antonow An-225. Sie wurde als Transportflugzeug (also für militärische Zwecke) konstruiert; von ihr gab es nur ein fliegendes Exemplar. Die schwerste jemals in einem Flugzeug transportierte Luftfracht betrug 247 t in einer An-225. Das größte zusammenhängende Teil wog 189,8 t und wurde ebenfalls von einer An-225 transportiert.
Airbus hatte zeitweise die Absicht, den Airbus A380 auch in einer Frachtflugzeug-Version (Airbus A380F) anzubieten. Das Projekt wurde im März 2007 „eingefroren“ und auch nie realisiert.

### Huckepack- und Unterhalb-Transport
Das Shuttle Carrier Aircraft (SCA), eine modifizierte Boeing 747, transportierte das Space Shuttle huckepack für erste Flugtests 1977 und später regelmäßig vom Lande- zum Startplatz.
Häufig diente Transport unter einem Trägerflugzeug zum Heben eines Experimentalflugzeugs in die Atmosphäre, um diesem den Eigenstart zu ersparen und das Erreichen einer großen Höhe und/oder hoher Geschwindigkeit zu erleichtern. Zum Beispiel wurde Bell X-1 ab 1946 am Bauch einer Boeing B-29 oder B-50 als Mutterflugzeug getragen. Das unbemannte Demonstrationsflugzeug Boeing X-51 mit Staustrahltriebwerk wurde ab 2010 von einer Boeing B-52 abgeworfen.

### Gängige Frachtflugzeuge
Im Jahr 2011 hatten weltweit 207 Betreiber 1595 Fracht-Strahlflugzeuge >10 t Nutzlast im Einsatz, die meisten davon in Nordamerika (808). Davon entfallen allein auf FedEx 372 (Stand: 6/2012) und auf UPS Airlines 229 Stück (Stand: 7/2012). Die hier aufgeführten Typen stellen über 90 % der weltweiten Gesamtflotte in dieser Größenklasse dar.
| Typ                                                                 | ~ max. Nutzlast in t1 | Stückzahl Originalauslieferung                                         | Stückzahl aktiv 2/2012 inkl. Umbauten    | Bild                         |
| ------------------------------------------------------------------- | --------------------- | ---------------------------------------------------------------------- | ---------------------------------------- | ---------------------------- |
| Langstrecken-Großraumfrachter                                       |                       |                                                                        |                                          |                              |
| Boeing 747-200C/F/M Boeing 747-300M Boeing 747-400F/M Boeing 747-8F | 111 103 113 140       | 13 (C) / 73 (F) / 78 (M) 21 166 (F) / 61 (M) 16+54 Best. (-8F)(6/2012) | 291                                      | 747-8F                       |
| Boeing 777F                                                         | 104                   | 61+66 Bestellungen (7/2012)                                            | 61 (7/2012)                              | 777F                         |
| McDonnell Douglas MD-11                                             | 92                    | 59 (MD-11-F) 5 (MD-11-C) 6 (MD-11-CF)                                  | 164                                      | MD-11F                       |
| McDonnell Douglas DC-10                                             | 65 (−10) 82 (−30)     | 8 (-10C) 1/25/11 (-30C/CF/F)                                           | 81                                       | DC-10                        |
| A330-200F                                                           | 70                    | 38+45 Bestellungen(5/2019)                                             | 38 (5/2019)                              | A330-200F                    |
| Mittelstrecken-Großraumfrachter                                     |                       |                                                                        |                                          |                              |
| Boeing 767-200SF Boeing 767-300F/SF                                 | 42–45(ER) 40–54(ER)   | Umbauten 71+55 Best.+Umbauten                                          | 133                                      | 767-300ERF                   |
| Airbus A300B4-200 Airbus A300B4-600 Airbus A310                     | 42–45 43–49 39–40     | 2 (-C) / 2 (-F) 3 (-C) / 115 (-F) nur-200C/300C                        | zusam- men 193 44 (7/2012)               | A300-600R                    |
| Kurzstrecken-Schmalrumpffrachter                                    |                       |                                                                        |                                          |                              |
| Boeing 757-200PF/SF                                                 | 32–40                 | 80 (-200PF)                                                            | 188                                      | 757-200                      |
| Boeing 727-100 Boeing 727-200                                       | 17–18 22              | 164 (-100C) 15 (-200F)                                                 | 168                                      | Boeing 727-200, m. Hush-Kits |
| Boeing 737-200C 737-300/-400 Boeing 737-700C                        | 15 17–20 19           | 104 (-200C) Umbauten 15 (-700C)                                        | 24 (-100/200) 103 (-300/-400) 15 (-700C) | Boeing 737-400F              |
| Turbopropflugzeuge                                                  |                       |                                                                        |                                          |                              |
| ATR 42 ATR 72                                                       | 5 7,5–8,5             | durch ATR umgebaut                                                     | 45+14 QuickChange 45+6 QC (7/2012)       | ATR 42                       |
| Cessna 208                                                          | 1,6 1,9               | 40 Cargomaster 260 Super Cargomaster                                   | 241 bei FedEx (6/2012)                   | Cessna 208                   |

1 Die maximale Nutzlast (payload) hängt von einer Vielzahl von Parametern ab wie Triebwerk und Untertyp. Ab einer gewissen Flugstrecke gibt es einen ein Trade-off zwischen Nutzlast und Reichweite (die max. Nutzlast kann nicht nonstop über die max. Reichweite geflogen werden).